# Tricks
Tricks ist ein tragikomischer Spielfilm von Ridley Scott, gedreht im Jahr 2002 in den USA. In der Hauptrolle ist Nicolas Cage als neurotischer Trickbetrüger Roy Waller zu sehen. Der Film basiert auf dem Roman Matchstick Men von Eric Garcia. Der englische Originaltitel Matchstick Men bedeutet übersetzt Strichmännchen.

## Handlung
Roy und Frank bestreiten ihren Lebensunterhalt damit, arglose Menschen zu betrügen, indem sie ihnen wertlose oder nicht existente Dinge verkaufen. Roy selbst ist ein von Zwangsstörungen geplagter Mann, der ungern ins Freie geht und einen Putzzwang hat. Dies führt so weit, dass er keine Freunde hat und vereinsamt ist.
Als Roys Pillen, die ihm sein bisheriger Psychiater verschafft hat, versehentlich im Abfluss des Waschbeckens verschwinden, braucht er dringend neue, um mit seinen Angstzuständen zurechtzukommen. Sein alter Arzt ist nicht mehr zu erreichen, da wird ihm von Frank ein Psychiater empfohlen. Dieser befragt Roy eingehend nach seinen Problemen und seiner Lebensweise, bevor er ihm neue Medikamente gibt. Dabei erzählt Roy, dass er nicht weiß, was aus dem Baby seiner Ex-Frau geworden ist. Der Psychiater stellt auf Bitten Roys einen Kontakt her, – zu seiner 14-jährigen Tochter Angela.
Roy nimmt das Mädchen zunächst widerwillig bei sich auf, da sie ihn kennenlernen will und ihm erzählt, sie habe sich mit ihrer Mutter gestritten. Er weiht sie später auf ihr Drängen hin in die Tricks seiner Betrügereien ein, besteht aber darauf, dass sie selber diese Tricks niemals anwenden darf.
Ein großer Coup von Roy und Frank, bei dem die Männer 80.000 US-Dollar ergaunern können, wird relativ erfolgreich unter der Beteiligung von Angela durchgeführt. Kurz darauf taucht der Betrogene mit einer Waffe in Roys Wohnung auf, wird aber nach einem kurzen Kampf von Angela niedergeschossen. Roy will seine Tochter schützen und die Schuld auf sich nehmen. Er lässt Angela von Frank in ein sicheres Motel bringen und will sich selber um den Erschossenen kümmern. Als Roy ins Haus zurückkehrt, ist der vermeintlich schwerverletzte Mann nicht mehr da. Als Roy das bemerkt, wird er auch schon bewusstlos geschlagen.
Roy wacht in einem Krankenhaus auf, wo er von zwei Männern verhört werden soll, die sich als Polizisten vorstellen. Er will nicht mit ihnen kooperieren. Allerdings vertraut er sich seinem herbeigerufenen Psychiater an und verrät ihm den Zugangscode zu seinem Bankschließfach, in dem sich sein gesamtes Vermögen befindet. Diesen Zugangscode soll der Psychiater Angela, die eine Vollmacht bekam, ausrichten.
Als Roy nach dem Gespräch wieder aufwacht, ist niemand mehr da. Er befindet sich auch nicht, wie er dachte, in einem Krankenhaus, sondern in einem zum Krankenzimmer umgestalteten Container auf dem Dach eines Parkhauses und erkennt nun, dass sein Partner ihn hintergangen hat und alles nur vorgetäuscht war. Der große Coup, seine angebliche Tochter, das erschossene Opfer und sein Psychiater waren alle nur Teil eines Planes, um an sein Vermögen im Bankschließfach zu kommen.
Ein Jahr später geht Roy einem ehrlichen Job als Teppichverkäufer nach. Eines Tages betritt das Mädchen, das vorgab, seine Tochter zu sein, zufällig mit ihrem Freund das Geschäft. Es ist eine schwierige Begegnung, die aber in einer Art Versöhnung endet. Schließlich macht sich Roy auf den Weg nach Hause, wo ihn schon eine Frau erwartet. Es ist die Kassiererin vom Supermarkt, zu der er als eine der wenigen Personen in seinem Leben einen regelmäßigen Kontakt hatte. Die Frau ist schwanger, und es scheint für ihn doch noch alles ein positives Ende gefunden zu haben. Er ist zwar nicht mehr vermögend, dafür jedoch glücklich.

## Hintergrund
Die Dreharbeiten zu Tricks begannen am 15. Juli 2002 und endeten am 31. August 2002. Der überwiegende Teil wurde in Kalifornien gedreht, darunter in Los Angeles, Anaheim und Marina del Rey, einzig die Aufnahmen im Militärmuseum von Rokycany entstanden in Tschechien. Am 2. September 2003 feierte der Film seine Premiere bei den Internationalen Filmfestspielen von Venedig. In den US-amerikanischen Kinos war der Film ab dem 12. September 2003 zu sehen, in der Schweiz lief er am 17. September 2003 an, in Deutschland einen Tag und in Österreich einen weiteren Tag später. Am Eröffnungswochenende konnten in den USA über 13 Millionen US-Dollar eingespielt werden, insgesamt wurden rund 36,8 Millionen US-Dollar an den US-amerikanischen Kinokassen eingenommen. An den deutschen Kinokassen wurden knapp 150.000 Besucher gezählt.
Der Name der Rolle Frank Mercer ist eine Hommage an Frank Sinatra und Johnny Mercer, von denen Roy Waller im Film Schallplatten abspielt.
Aufgrund von Sicherheitsbedenken wurden die Filmaufnahmen, die am Los Angeles International Airport spielen, im Eingangsbereich des Anaheim Convention Centers gedreht, das sich etwa eine Meile südlich des Disneyland Resorts befindet.
Ursprünglich war geplant, auf den letzten Betrug mit dem fingierten Krankenzimmer zu verzichten, obgleich sich dieser in der Romanvorlage befindet, da befürchtet wurde, es würde die Zuschauer verschrecken, den Protagonisten mittellos zurückzulassen. Schließlich konnte sich Ridley Scott jedoch durchsetzen, und dieser Teil der Handlung wurde ebenfalls verfilmt.

## Kritik
Andrea Bleuler von cineman.de urteilt: „Regisseur Ridley Scott und die Hollywood-Stars Nicolas Cage und Sam Rockwell beherrschen ihre Metiers so gut, dass man über psychologische Lücken dieses Kleingauner-Melodramas hinwegsehen kann.“ Weiterhin schreibt sie, der Film sei „eine subtile Komödie mit leichtem Hang zum Melodrama, inszeniert im guten alten Hollywood-Stil, die allerdings an Attraktivität verliert, als sich die Handlung in Richtung Normalität bewegt.“
Günter Schöfl hält den Film für ebenso „raffiniert gestrickt“ wie Der Clou, lobt Ridley Scott dafür, wie „ausführlich [er sich] der Etablierung der Charaktere gewidmet hat“ und hebt zugleich die Leistung der Hauptdarsteller in jeder Szene des Films – sei es als „verhaltensauffälliger Neurotiker oder souveräner Trickbetrüger“ – hervor.

## Nominierungen und Auszeichnungen
2004 wurde Sam Rockwell bei den Satellite Awards in der Kategorie „Bester Nebendarsteller einer Komödie oder Musical“ nominiert.